# أفاتار: مسخر الهواء
أفاتار: مسخّر الهواء (بالإنجليزية: Avatar: The Last Airbender) هو مسلسل دراما فنتازيا أمريكي قادم.المسلسل سيكون نسخة الحركة الحية من مسلسل الرسوم المتحركة آفاتار: أسطورة أنج. من المقرر أن يصدر على نتفليكس عام 2024.
تم الأعلان عنه لأول مرة في سبتمبر 2018. بدأ تصوير المسلسل في 16 نوفمبر 2021 ومن المقرر الأنتهاء في مايو 2022.

## روابط خارجية
أفاتار: مسخر الهواء على موقع IMDb (الإنجليزية)
- أفاتار: مسخر الهواء على موقع ميتاكريتيك (الإنجليزية)
- أفاتار: مسخر الهواء على موقع روتن توميتوز (الإنجليزية)
- أفاتار: مسخر الهواء على موقع نتفليكس (الإنجليزية)
- أفاتار: مسخر الهواء على موقع ألو سيني (الفرنسية)
- أفاتار: مسخر الهواء على موقع قاعدة بيانات الفيلم (الإنجليزية)